# 道路標識、区画線及び道路標示に関する命令
道路標識、区画線及び道路標示に関する命令（どうろひょうしき くかくせんおよびどうろひょうじにかんするめいれい）は、日本での道路標識、道路標示、区画線の様式や設置基準を規定する、道路法および道路交通法に関する命令（内閣府・国土交通省令）である。

## 概要
道路標識、道路標示、区画線のそれぞれの様式、法令上の内容、設置方法や設置基準を詳細に規定している。
特に、道路標識、道路標示、区画線が持つ具体的な法的効力や法的解釈はこの命令に規定されているため重要な法令の一つである。

## 構成
- 第1章 道路標識
- 第2章 区画線
- 第3章 道路標示
- 附則
- 別表第一
道路標識の意味、設置場所を規定
- 別表第二
道路標識の様式を規定
- 別表第三
区画線の意味、設置場所を規定
- 別表第四
区画線の様式を規定
- 別表第五
道路標示の意味、設置場所を規定
- 別表第六
道路標示の様式を規定